# Paul Bilandžić
Paul Bilandžić, hrvatski glazbenik iz Pule. Svira orgulje i klavijature, a u sastavima je glavni i prateći vokal. Zajedno sa svojim bratom Romeom Bilandžićem osnovao je pulski glazbeni bend Lilihip koji je bio u djelatnim u razdoblju od 1978. godine. U Lilihipu je također pisao tekstove i radio glazbene aranžmane i producirao albume. Usporedno je svirao u Atomskom skloništu gdje je bio prateći vokal i klavijaturist, a na čijim se albumima pojavljuje od 1978. godine.